# Fort Belknap Agency (Montana)
Fort Belknap Agency es un lugar designado por el censo ubicado en el condado de Blaine, Montana, Estados Unidos. Según el censo de 2020, tiene una población de 1567 habitantes.
En los Estados Unidos, un lugar designado por el censo (traducción literal de la frase en inglés census-designated place, CDP) es una concentración de población identificada por la Oficina del Censo exclusivamente para fines estadísticos.
En este caso se trata del lugar sede de la Reserva India Fort Belknap (Fort Belknap Indian Reservation).

## Geografía
Está ubicado en las coordenadas 48°25′48″N 108°47′49″O / 48.43000, -108.79694 (48.430119, -108.679958). Según la Oficina del Censo de los Estados Unidos, tiene una superficie total de 118.51 km², de la cual 117.85 km² corresponden a tierra firme y 0.66 km² son agua.

## Demografía
Según el censo de 2020, hay 1567 personas residiendo en la zona. La densidad de población es de 13.30 hab./km². El 95.53% de los habitantes son amerindios, el 2.55% de los habitantes son blancos, el 0.19% son afroamericanos, el 0.26% son de otras razas y el 1.47% son de una mezcla de razas. Del total de la población, el 2.49% son hispanos o latinos de cualquier raza.